# Королівство планети мавп
«Королівство планети мавп» (англ. Kingdom of the Planet of the Apes) — американський науково-фантастичний фільм режисера Веса Болла. Виробництвом та розповсюдженням займається компанія 20th Century Studios. Фільм став продовженням кінокартини «Війна за планету мавп» (2017), а також 4-ю частиною серії перезавантаження франшизи «Планета мавп». Розробка четвертого фільму почалася ще в 2016 році, а Болл був призначений режисером лише через три роки.
Прем'єра фільму «Королівство планети мавп» у США відбулась 10 травня 2024 року. Картина отримали позитивні відгуки, зокрема високу оцінку Болла, як режисера, екшн-сцени, візуальні ефекти та гру акторського складу, хоча критики підкреслювали несамостійність «Королівства планети мавп» і його націленість на експозицію для продовжень.

## Сюжет
Внаслідок епідемії люди майже зникли, а людиноподібні мавпи стали панівним видом на Землі. Минулого багато поколінь після смерті розумного шимпанзе Цезаря, мавпи живуть племенами. Молодий шимпанзе Ноа, мисливець із соколом, готується до церемонії повноліття. Для цього йому слід зібрати орлині яйця на руїнах мегаполіса разом зі своїми друзями Анаєю та Суною. Однак вони помічають людину, внаслідок чого Ноа розбиває яйце. У пошуках нового яйця Ноа стикається з групою ворожих мавп, які використовують електричну зброю та згадують Цезаря. Ноа ховається від них у лісі, а ворожі мавпи слідують за його конем до поселення. Ноа поспішає додому й бачить, що поселення палає, а генерал-горила Сільва вбиває батька Ноа, Коро. Самого Ноа Сільва скидає з високої платформи.
Отямившись, Ноа виявляє, що його плем'я забрано в неволю. Він ховає Коро і вирушає врятувати своє плем'я. На руїнах Ноа зустрічає орангутанга Раку, який розповідає йому про вчення Цезаря та зазначає, що нападники викривили слова Цезаря. Орангутанг показує малюнок, де Ноа вперше бачить цивілізованих людей. Обоє помічають, що за ними йде людина. Рака пропонує їй їжу та ковдру, називаючи її Нова (як вони називають усіх людських жінок в пам'ять про персонажку попереднього фільму). Згодом вони втрьох зустрічають групу диких людей, які прийшли до річки разом зі стадом зебр. Мавпи Сільви раптово нападають на них. Ноа і Рака рятують Нову, яка, на їхній подив, розумна і вміє говорити. Вона розповідає, що її звуть Мей і що нападники відвели плем'я Ноа на узбережжя. Дорогою туди вони потрапляють у засідку Сільви. Рака рятує Мей від утоплення, але її зносить водою. Ноа і Мей схоплюють ворожі мавпи й ведуть до свого поселення, облаштованого на кладовищі кораблів.
Ноа возз'єднується зі своїм кланом і знайомиться з царем мавп Проксимусом Цезарем. Проксимус захоплює інших мавп, щоб добувати технології з людського підземного сховища. Проксимус запрошує Ноа на вечерю з Мей і Треватаном — чоловіком, який служить мавпам і вважає, що світ тепер по праву належить їм. Проксимус вважає, що Ноа та Мей допоможуть відкрити сховище завдяки своїй кмітливості. Мей розповідає Ноа про прихований вхід до сховища та шукає книгу, здатну навчити здичавілих людей розмовляти. Ноа погоджується допомогти їй, але для того, щоб знищити сховище й завадити завоюванням Проксимуса. Ноа, Мей, Суна і Аная таємно закладають вибухівку навколо стін, які захищають поселення. Треватан викриває їх і намагається попередити Проксимуса, але Мей задушує його.
Група заходить у сховище, де є багато зброї й танки. Мей знаходить «книгу», що виявляється жорстким диском з ключами доступу до космічних супутників. Мавпи знаходять старі дитячі книжки, де зображені мавпи в клітках, а люди — панівний вид. Коли група вибирається зі сховища, Проксимус та його поплічники погрожують убити Суну, але Мей застрелює його з пістолета й підриває вибухівку. Багато мавп тоне, Ноа лишає Сільву в пастці помирати, в Мей тікає з поселення. На верхівці сховища Проксимус стикається з Ноа. Програючи в силі, Ноа прикликає своїх ручних орлів, які нападають на Проксимуса та скидають його зі скелі в море.
Плем'я Ноа повертається додому й відбудовує своє поселення. Мей приходить попрощатися з Ноа, але тримає за спиною пістолет. Вони сперечаються хто пануватиме на Землі та сумніваються чи зможуть люди й мавпи мирно співіснувати. Але заклик Ноа до миру спонукає її піти, не вистріливши. Потім Ноа веде Суну подивитися в телескоп, який він знайшов раніше. Мей дістається до бункера біля супутникових антен, де живуть розумні люди. Вона передає ключі доступу, що дозволяє через супутники зв'язатися з іншими розумними людьми по всьому світу.

## Акторський склад
- Оуен Тіг[5] — Ноа, шимпанзе
- Фрейя Аллан[6] — Мей, здичівіла юна дівчина
- Кевін Дюранд[7] — Проксимус Цезар, могутній правитель шимпанзе
- Пітер Макон[8] — Рака, орангутанг
- Вільям Мейсі[9] — Треватан, пристосуванець, вчитель історії людства Проксіма Цезаря
- Ека Дарвілл[10] — Сільва, горила
- Дічен Лакмен[11] — Коріна, жінка на людській базі

### Український дубляж
Режисер — Ольга Фокіна, перекладач — Олеся Запісочна, звукорежисер — Геннадій Алексєєв, менеджер — Юлія Зинич.
- Ноа — Максим Самчик,
- Аная — Андрій Соболєв,
- Рака — Роман Молодій,
- Суна — Анна Артем'єва,
- Мей — Анастасія Павленко,
- Проксимус — Сергій Кияшко,
- Сильва — Андрій Мостренко,
- Дар — Ольга Радчук,
- Коро — В'ячеслав Дудко,
- Бликскавка — Сергій Солопай,
- Тревейтан — Євген Пашин.

А також: Яна Кривов'яз, Рівка Яценко, Владислав Васицький, Павло Голов, Віталій Ізмалков, Майя Ведернікова, Максим Запісочний.

## Виробництво

### Розробка
У жовтні 2016 року режисер фільмів «Світанок планети мавп» (2014) та «Війна за планету мавп» (2017) Метт Рівз заявив, що у нього є ідеї для четвертого фільму в серії перезавантаження франшизи «Планета мавп». У середині 2017 року, після виходу фільму «Війна за планету мавп», Рівз та співавтор сценарію Марк Бомбек висловили інтерес до подальших сиквелів серії фільмів. Рівз сказав, що персонаж Стіва Зана, Погана мавпа, створив світ приматів набагато більше, ніж просто група мавп Цезаря, додавши, що є мавпи, які виросли без керівництва Цезаря, і припустивши, що конфлікт виникне, якщо мавпи Цезаря зіткнуться з такими чужинцями. Бомбек вважає, що «залишилося розповісти ще один великий розділ», пояснивши, як Цезар «став Мойсеєм у світі мавп». Він припустив, що над сиквелом можуть працювати інші режисери і що дія може відбуватися за сотні років після «Війни». Незважаючи на це, Бомбек уточнив, що розмов про можливе продовження не було, виявивши бажання «взяти перепочинок і дати всьому трохи відпочити». У квітні 2019 року, після придбання компанії 20th Century Fox, компанія Disney оголосила про розробку нових фільмів про Планету мавп. У серпні було підтверджено, що дія всіх майбутніх частин відбуватиметься у тому ж всесвіті, який був уперше створений у фільмі «Повстання планети мавп» (2011). У грудні було оголошено, що сценаристом і режисером фільму стане Вес Болл, який раніше працював з Рівзом над фільмом «Мишина варта». Після того, як цей фільм був скасований компанією Disney після злиття, Disney звернулася до Болла з пропозицією про створення нового фільму про Планету мавп.
У лютому 2020 року Болл підтвердив, що фільм не буде перезавантаженням, натомість він оповідатиме про «спадщину Цезаря». Джо Хартвік-молодший і Девід Старке також були затверджені як продюсери. У квітні було оголошено, що Пітер Чернін, який продюсував попередні частини фільму через компанію Chernin Entertainment, виступить як виконавчий продюсер. Фільм стане одним із останніх фільмів компанії перед її відходом з 20th Century Studios в Netflix. Наступного місяця стало відомо, що Джош Фрідман напише сценарій у співавторстві з Боллом, а Рік Джаффа і Аманда Сільвер повернуться як продюсери фільму. Болл і Фрідман обговорювали сценарій по відеозв'язку через Zoom у зв'язку з пандемією COVID-19. Замість прямого продовження «Війни» Болл заявив, що фільм буде більше схожий на продовження попередніх фільмів, і зазначив, що віртуальне виробництво почнеться найближчим часом, незважаючи на пандемію, оскільки більшість фільму містить комп'ютерну графіку. У березні 2022 представник 20th Century Studios Стів Асбелл заявив, що очікує чорновий варіант сценарію найближчим часом, маючи намір почати виробництво до кінця року. У червні компанії Shinbone Productions було доручено продюсування фільму, тоді як пошуки актора на головну роль вже велися.

### Кастинг
У серпні 2022 року Оуен Тіг був затверджений на головну роль у фільмі. У вересні до акторського складу приєдналися Фрея Аллан і Пітер Макон, оголосивши назву та рік виходу фільму, а у жовтні — Ека Дарвілл і Кевін Дюранд.

### Зйомки
Основні зйомки фільму розпочалися у жовтні 2022 року на студії Disney Studios Australia.

## Прем'єра
Прем'єра фільму «Планета мавп: Королівство» у США відбулась 10 травня 2024.

## Сприйняття
Згідно з агрегатором рецензій Rotten Tomatoes, критики описали фільм як такий, що має «візуальні ефекти рівня Аватара», доповнені «видатною грою та першокласним екшеном», хоча «він не зовсім відповідає висотам своїх попередників». Схвальними були 80 % рецензій, із середньою оцінкою 7/10. Консенсус критиків сайту стверджує: «Відкриваючи нову еру для „Планети мавп“ із симпатичними персонажами та багатим візуальним ефектом, „Королівство“ не бере корону як найкраще у франшизі, але спритно виправдовує своє подальше панування». Середньозважена оцінка на Metacritic складає 66 із 100, що відповідає «загалом схвальних» відгукам.
Аліса Вілкінсон у The New York Times відзначила тему колоніалізму та пропаганди. «Королівство планети мавп» вказує на небезпеку романтизації минулого з уявленням, що проблеми вирішаться, коли повернути те, що було колись. Візуальні підказки вказують, що королівство Проксимуса Цезаря частково змодельовано на основі Римської імперії з її колонізаторським впливом і наміром покласти чужу історію, працю й технології у власну скарбницю. «Але, як і в багатьох науково-фантастичних фільмах, є свідоме відчуття, що все це траплялося раніше, і все це повториться знову».
Згідно з рецензією The Washington Post, фільм — «крок вперед для шимпанзе і кілька кроків назад для людства». Фрейя Аллан грає не так героїню, як «сюжетний рушій», предмет, на який полюють мавпи. А оскільки цифрові технології вдосконалювали фільм за фільмом, то горили й орангутанги стали привабливішими, ніж люди, яких вони замінюють, як на картинці, так і в сюжеті.
Денис Федорук на сайті ITC.ua виніс вердикт, що фільм пропонує не так багато сюжетного змісту, і більше орієнтується на створення експозиції для наступних частин серії. Він не такий жвавий. як попередники, а головний лиходій нецікавий, хоча візуально «Королівство планети мавп» зроблено добре і в ньому є привабливі персонажі.
Микита Казимиров на сайті «Межа» зазначив, що фільм має посередню драматургію, тому його складно сприймати серйозно. Окремі сцени слабко пов'язані з іншими, втім, «Королівство планети мавп» достатньо жвавий та візуально гарний твір, схожий на гру Horizon: Forbidden West. Фільм можна сприймати лише як початок нової трилогії, але не як самостійний твір. «Повстання планети мавп» у 2011 році, — на думку критика, — впоралося з цим завданням набагато краще.

## Майбутнє
У червні 2022 року стало відомо, що Disney і 20th Century Studios задоволені сценарієм фільму і сподіваються, що він започаткує нову трилогію фільмів про Планету мавп.